# Otto 1. af Sachsen
Otto, senere kaldet Otto den Oplyste (tysk: Otto der Erlauchte), (ca. 851 – 30. november 912), var hertug af Sachsen fra 880 til 912.
Ved Forliget i Verdun i 843 fik Ludvig den Tyske Sachsen sammen med det øvrige østfrankiske rige, men da hans efterfølgere ikke formåede at værge landet mod slavernes og normannernes angreb, og sachserne savnede en fører i kampen mod deres plageånder, stillede de sig igen under en egen hertug i 880. Valget faldt på en rig og tapper sachsisk adelsmand, Otto, der således blev den første hertug i det gamle sachsiske folkehertugdømme, som bestod indtil 1180. Ottos søn, Henrik Fuglefænger, der i 912 arvede Sachsen, besteg i 919 den tyske trone, og Sachsen blev nu under det sachsiske kejserhus rigets hovedland,

## Børn
Otto var gift med Hedvig af Babenberg. De fik tre sønner og en datter:
1. Thankmar
2. Liudolf
3. Henrik Fuglefænger, Tysk konge
4. Oda (gift 897 med Zwentibold af Lothringen)

## Eksterne links
- Wikimedia Commons har flere filer relateret til Otto 1. af Sachsen